# C'HWERTY
C'HWERTY è una variante della tastiera denominata QWERTY; questa variante è stata creata per la lingua bretone. Rende più facile digitare i caratteri della lingua bretone grazie all'accesso diretto  alle lettere bretoni C'H, CH, Ñ e Ù.
Il nome deriva dalle lettere dei sei tasti nella parte superiore sinistra della tastiera alfanumerica: tasto C'H, tasto W, tasto E, tasto R, tasto T, tasto Y:

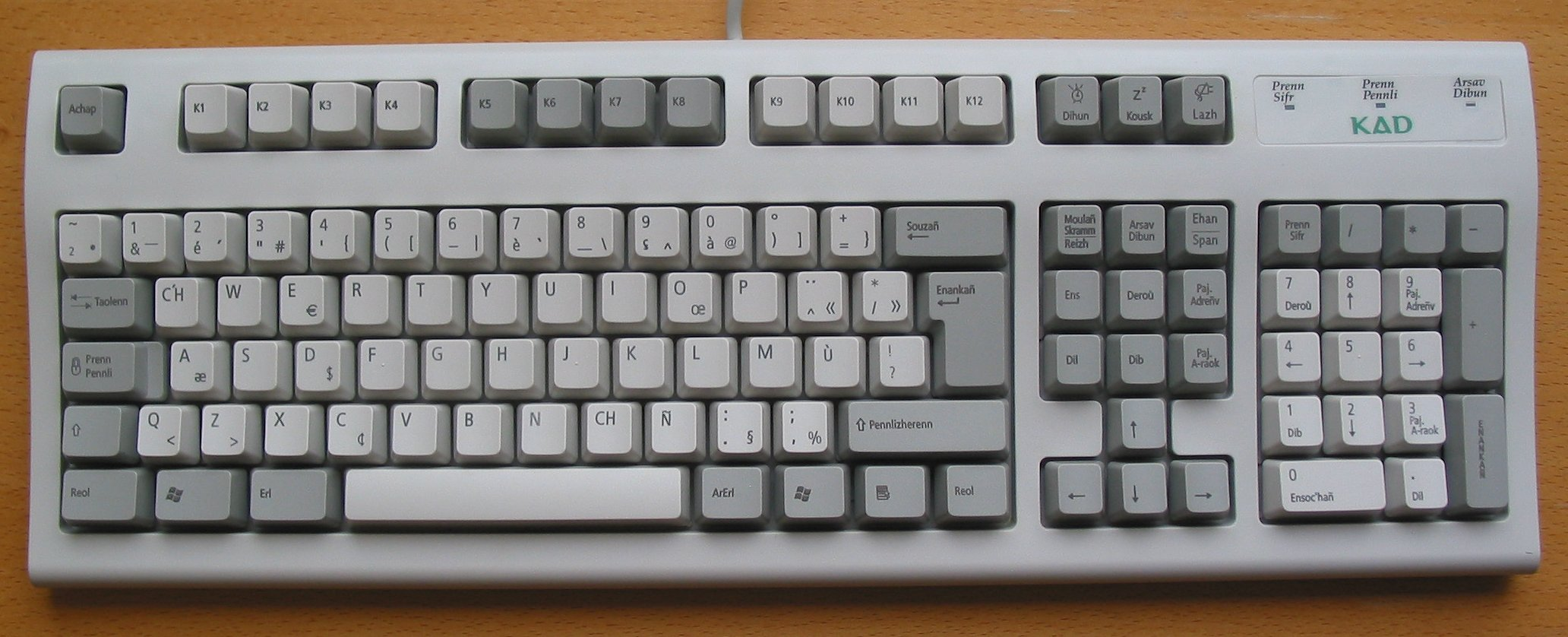
Tastiera bretone

```
 c'h  w  e  r  t  y  u  i  o  p  ^  /
    a  s  d  f  g  h  j  k  l  m  ù  ?
  q  z  x  c  v  b  n ch  ñ  .  ,

```

```
 C'H  W  E  R  T  Y  U  I  O  P  ¨  *
    A  S  D  F  G  H  J  K  L  M  Ù  !
  Q  Z  X  C  V  B  N  CH Ñ  :  ;  

```